# Ободат III
Ободат III (или II) (Обод, Обода или Ободас; ум. 9 год до н. э.) — царь Набатеи в 30—9 годах до н. э., фактически передавший управление государством своему приближённому Силлаю, враждовавшему с царём Иродом Великим. Ободат первым стал чеканить на монетах своё изображение, украшенное лавровым венком, подражая Октавиану Августу.

## Происхождение и начало правления
Ободат III (или Ободат II, если не признавать существования Ободата II, правившего между Аретой III и Малику I) занял набатейский престол в 30 году до н. э. после царя Малику I. Анализ сохранившихся набатейских надписей позволяет сделать вывод, что Ободат был сыном Малику I.

## Правление
Самое раннее упоминание в источниках о царствовании Ободата III касается римского похода с целью исследования Плодородной Аравии. Между 26 и 24 годами до н. э. римляне предприняли неудачную экспедицию на юг Аравии, возглавляемую префектом Египта Элием Галлом. Ободат III был вынужден не только пропустить римлян через территорию Набатеи, но и предоставить им сопроводительный отряд во главе с Силлаем в качестве проводника. О подробностях этого мероприятия рассказывает Страбон, который прямо обвиняет в провале экспедиции Силлая, скрыто противодействовавшего римлянам в угоду своим интересам.
Ободат III был первым из набатейских царей, кто стал, подражая Октавиану Августу, чеканить на монетах своё изображение, украшенное лавровым венком, что для Набатеи стало началом перехода от эллинистической иконографической традиции к римской. Первые известные нам монеты с изображением Ободата, увенчанного лаврами, датируются 14/13 годом до н. э. Периодом правления Ободата III датируется возведение храма Каср эль-Бинт в Петре, возможно, ставшего династическим святилищем набатейских царей.
Античные авторы довольно негативно характеризуют Ободата III как человека и правителя. Иосиф Флавий утверждал, что «Арабский царь Обод был человеком недеятельным и апатичным по характеру, и [поэтому] все дела его лежали на Силлае», а Страбон замечал, что «царь Обода не слишком усердно занимался общественными делами и в особенности военными... но всё предоставил на произвол правителя Силлея».
Как видно из источников, Ободат передал фактическое управление государством Силлаю, своему деятельному и амбициозному приближённому, который настолько возгордился, что в 12 году до н. э. вознамерился жениться на сестре иудейского царя Ирода I Великого Саломее. Согласно Иосифу Флавию, после того как в 12 году до н. э. иудейский царь Ирод I подавил мятеж жителей Трахонеи, около 40 предводителей мятежа бежали в Набатею, где были приняты Силлаем, мстившим Ироду за отказ выдать за него Саломею. Силлай предоставил мятежникам крепость Раипта, из которой они совершали грабительские набеги на Иудею и всю Келесирию. Ирод потребовал от Ободата III выдачи мятежников и возврата долга в 60 талантов, Силлай и Ободат фактически игнорировали требования царя Иудеи. С санкции римских властей в Сирии Ирод вторгся в Набатею, захватил Раипту и разбил набатейские войска под предводительством полководца Накеба. Тем временем Силлай, находясь в Риме, сумел войти в доверие к Октавиану Августу и настроить его против Ирода.

## Конец правления
В разгар войны с Иродом Иудейским царь Ободат III умер в 9 году до н. э.. После его смерти царём Набатеи стал Эней (принявший имя Арета), предположительно, сын сестры Ободата — Хагару. Силлай пытался добиться в Риме передачи набатейского престола себе, однако в итоге царём был утверждён Арета. Как пишет Иосиф Флавий, в ходе борьбы за престол Арета в письме к Октавиану Августу обвинил Силлая в отравлении Ободата III.